# Philipp Prosper von Spanien

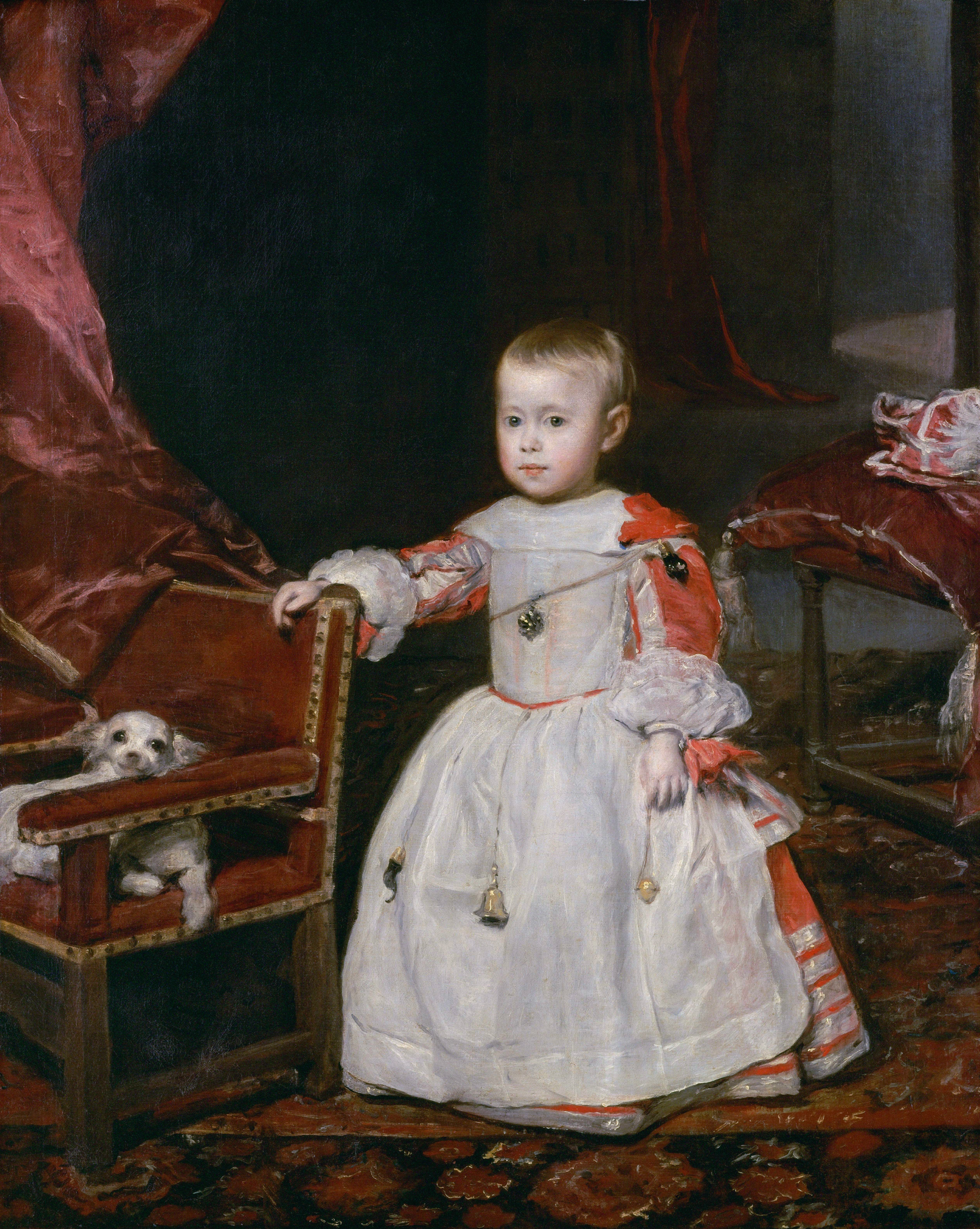
Diego Velázquez – Porträt des Infanten Philipp Prosper, Öl auf Leinwand, 1659, Kunsthistorisches Museum, Wien. Das Gemälde ist eine der letzten Arbeiten des Malers und die einzige überlieferte Darstellung Philipp Prospers. Das Gemälde wurde für den Großvater des Prinzen, Kaiser Ferdinand III. geschaffen und stellt den Infanten detailreich an der Seite seines Lieblingshundes dar.

Philipp Prosper von Spanien (spanisch: Felipe Próspero de Austria) (* 28. November 1657 in Madrid; † 1. November 1661 in Madrid) war Infant von Spanien und Portugal aus dem Haus Habsburg (Casa de Austria). Als spanischer Kronprinz führte er den Titel eines Fürsten von Asturien.

## Leben
Philipp Prosper war der älteste Sohn des spanischen Königs Philipp IV. (1605–1665) aus dessen zweiter Ehe mit Maria Anna (1634–1696), Tochter des römisch-deutschen Kaisers Ferdinand III. Bei den Feierlichkeiten zur Geburt des Prinzen in Huesca wurde eine Darstellung des Neugeborenen kniend vor der Custodia mit enthaltener Hostie gezeigt, die darauf verweisen sollte, dass „das erlauchte Haus Österreich durch göttliche Zulassung die Verehrung des allerheiligsten Sakraments angeboren ist.“ Ebenfalls anlässlich des Geburtsfestes wurde das Stück El laurel de Apolo des Pedro Calderón de la Barca uraufgeführt.
Bis zu Philipp Prospers Geburt – sein älterer Halbbruder Baltasar Carlos war bereits 1646 gestorben – galt seine Halbschwester Maria Teresa als Erbin des Reiches, da in Spanien die Lex Salica keine Gültigkeit hatte. Vor Philipp Prospers Geburt hatte dessen Mutter einige Fehlgeburten, was auf die Syphiliserkrankung seines Vaters zurückzuführen sein dürfte.
Die Geburt des lebensfähig erscheinenden spanischen Thronfolgers beschleunigte den Abschluss des Pyrenäenfriedens zwischen Spanien und Frankreich, der auch die Ehe von Maria Teresa mit König Ludwig XIV. von Frankreich zur Folge hatte, obwohl diese bereits Kaiser Leopold I. versprochen gewesen war. Wegen des bedenklichen Gesundheitszustandes Philipp Prospers galt Maria Teresa bei ihrer Eheschließung 1660 auch weiterhin als Erbin der spanischen Krone.
Aber auch für die österreichischen Habsburger war Philipp Prospers Geburt von Bedeutung. Leopold I. galt bis dahin auch als Aspirant auf den spanischen Thron, ein Umstand, den die deutschen Kurfürsten bei der Kaiserwahl 1658 hätte beeinflussen können, da diese eine Hegemonie des habsburgischen Kaisers befürchteten.
Philipp Prosper war von sehr schwächlicher Konstitution, galt als „degeneriert“ und litt an Epilepsie und Skrofulose. Er starb kurz vor seinem vierten Geburtstag und fünf Tage vor der Geburt seines Bruders, des späteren Königs Karl II., und wurde im Escorial bestattet, wo sich seine sterblichen Überreste in Kapelle 6 des Pantheon der Infanten befinden.